# Омельченко Олександр Володимирович
Олександр Володимирович Омельченко (нар. 20 грудня 1987) — український футбольний арбітр. У 2016 році розпочав обслуговувати футбольні матчі чемпіонату України у першій лізі. З 2018 року обслуговує футбольні матчі Прем'єр-ліги України.